# Jack Buckner
Jack Richard Buckner (Wells, 22 settembre 1961) è un ex mezzofondista britannico.

## Biografia
Suo fratello minore Tom ha a sua volta partecipato ad un'edizione dei Giochi Olimpici, raggiungendo la semifinale nei 3000 m siepi a Barcellona nel 1992.

## Palmarès
| Anno | Manifestazione          | Sede       | Evento       | Risultato | Prestazione | Note                  |
| ---- | ----------------------- | ---------- | ------------ | --------- | ----------- | --------------------- |
| 1986 | Europei                 | Stoccarda  | 5000 m piani | Oro       | 13'10"15    | Record dei campionati |
| 1986 | Giochi del Commonwealth | Edimburgo  | 5000 m piani | Argento   | 13'25"87    |                       |
| 1987 | Mondiali                | Roma       | 5000 m piani | Bronzo    | 13'27"74    |                       |
| 1988 | Giochi Olimpici         | Seul       | 5000 m piani | 6º        | 13'23"85    |                       |
| 1990 | Giochi del Commonwealth | Auckland   | 5000 m piani | 12º       | 14'10"59    |                       |
| 1988 | Giochi Olimpici         | Barcellona | 5000 m piani | atteria   | 13'37"14    |                       |

## Campionati nazionali
1979
- Oro ai campionati britannici juniores, 1500 m piani - 3'50"94

1986
- Oro ai campionati britannici, 5000 m piani - 13'52"30

## Altre competizioni internazionali
1984
- Oro al Golden Gala ( Roma), 3000 m piani - 7'46"06

1985
- Bronzo al Prefontaine Classic ( Eugene), 5000 m piani - 13'21"06

1986
- Oro ai Bislett Games ( Oslo), 3000 m piani - 7'40"43
- Bronzo al DN Galan ( Stoccolma), 1500 m piani - 3'35"28

1987
- Bronzo all'Athletissima ( Losanna), 2000 m piani - 4'53"06
- Oro al Trofeo Sant'Agata ( Catania) - 33'15"

1989
- Coppa Europa di atletica leggera ( Gateshead)
- 4º in Coppa del mondo ( Barcellona), 5000 m piani - 13'26"89
- Argento ai Bislett Games ( Oslo), 5000 m piani - 13'17"82
- 6º al Memorial Van Damme ( Bruxelles), 5000 m piani - 13'19"17

1991
- 12º al Memorial Van Damme ( Bruxelles), 10000 m piani - 28'13"36
- 12º al DN Galan ( Stoccolma), 5000 m piani - 13'44"54

1992
- 4º al Golden Gala ( Roma), 5000 m piani - 13'10"47
- 10º ai Bislett Games ( Oslo), 1500 m piani - 3'40"63
- Bronzo alla Great South Run ( Portsmouth), 10 miglia - 47'10"